# Clitiga marlisae
Clitiga marlisae là một loài tò vò trong họ Ichneumonidae.